# Bataille de Crevola
Campagne transalpine des Confédérés
Batailles
Arbedo - Castione - Giornico - Crevola - Pavie - Novare - Dijon - Marignan - Bicoque - Pavie - Musso
La bataille de Crevola, du 28 avril 1487, oppose les troupes du duc de Milan Ludovic Sforza à celles de Jost von Silenen, évêque-comte de Sion, dans le Valais, soutenues par des soldats de la confédération des VIII cantons. Elle s'achève par la victoire des Milanais.
La bataille a lieu près du pont de Crevoladossola, dans la vallée du Toce, en contrebas du col du Simplon, qui mène de la Lombardie vers le Valais.

## Contexte
Elle est liée à un conflit ancien entre les Valaisans et les habitants du val d'Ossola.

## Suites et conséquences
Le 23 juillet, un traité de paix est signé entre la confédération des VIII cantons et le duc de Milan.